# Salitral (distrito de Morropón)
Salitral é um distrito do Peru, departamento de Piura, localizada na província de Morropón.

## Transporte
O distrito de Salitral é servido pela seguinte rodovia:
- PE-2A, que liga a cidade de La Matanza ao distrito de Huancabamba